# Zcash
Zcash（ジーキャッシュ、ジー・キャッシュ）とは、ビットコインのコードベースから派生したプライバシー重視の分散型暗号通貨である。ゼロ知識証明を使用した暗号化台帳を追加するという主要な革新を特徴とする。取引は、ビットコインの取引と同様の透過取引、またはゼロ知識証明の一種を使用して取引の匿名性を提供するシールド取引のいずれかが可能である。Zcashのコインは透過プールまたはシールドプールのいずれかに存在する。

## 概要
Zcashは暗号通貨の一つであり、ビットコインのような他の暗号通貨と異なり、暗号理論を用いてユーザのプライバシーを強化することを目的に設計されている。
Zcashの通貨発行量の上限は2100万ユニット（2100万ZEC）である。
ユーザーはZashiなどのZcashウォレットを使用できる。これらのウォレットは、資金を使用する前にシールドすることを要求することで、デフォルトでプライバシーを提供する。2025年7月時点で、既存のコインの約2000万枚がシールドされている。
トランザクションは、そのアドレスによって2種類に分類される。t-addr (トランザクションアドレス) で制御されるトランザクションは、ビットコインのトランザクションと「透過(transparent)」であり、これと同様である。z-addr (シールドアドレス) で制御されるトランザクションは、zk-SNARKと呼ばれる一種のゼロ知識証明になっている。コインの送金に使われるアドレスや移動したコインの量などを隠しつつ、二重送金などの不正が行われていないことが「証明」される。それゆえトランザクションは「封印されている(shielded)」と言われる。
Zcashのコインはtransparent poolまたはshielded poolのいずれかの中にある。2017年12月時点では、shielded poolの中にあるZcashコインは約4%に留まり、ほとんどのウォレットプログラムと全てのウェブウォレットはz-addrをサポートしていない。
Zcashではコインの移動履歴を隠すことができるが、「選択的開示」のオプションが提供されており、監査のためにユーザが支払いを証明できるようなっている。このようなオプションの存在理由の一つは、マネーロンダリング防止や税法の遵守である。「トランザクションは監査可能であるが、その開示はユーザの管理下にある。」  Zcashの創設者は「違法行為を促進するための通貨を開発したのではない」と述べており、その説明のために米国各地の法執行機関とのバーチャルミーティングが開催されている。

## 使用
Zcashは、ユーザーがシールド（プライベート）取引または透過（パブリック）取引を送信できるプライバシー重視の暗号通貨として使用される。シールド取引はゼロ知識証明を使用して、送信者、受信者、取引金額を機密に保つ。2025年7月時点で、ZECコインの総供給量の約20%がシールドアドレスに保持されている。
Electric Coin Companyが開発したモダンなウォレットであるZashiは、現在、デフォルトでプライバシーを提供する最もユーザーフレンドリーなウォレットの一つとされている。使用前に資金のシールドを強制し、全プラットフォームでユーザーのシールド取引を簡素化する。
Zcashはビットコインと同様のプルーフ・オブ・ワーク合意メカニズムを採用している。ブロック報酬はマイナーとZcash開発基金に分割される：報酬の80%がマイナーに、20%がZcashの開発を維持するために配分される。提案されている将来のアップグレードでは、開発基金の3分の2をZECコイン保有者にリダイレクトし、資金の配分方法に投票できるようにして、より分散化されたガバナンスメカニズムを導入する予定である。

## スケーリングの取り組み
Zcashは3つの主要なシールドプールを通じて進化しており、それぞれ前のものよりもプライベートでスケーラブルである。

### Sprout（2016年）：プロトタイプ
- zk-SNARKsを使用した最初のプライバシーチェーン。
- エドワード・スノーデンが有名に関与した「信頼できるセットアップセレモニー」が必要だった。
- 重い：取引あたり3GBのRAMが必要。モバイルフレンドリーではない。
- セットアップが侵害された場合、無限のコインが検出されずに作成される可能性があった。

現在：廃止手続き中。Zashiなどのウォレットは、ユーザーを自動的にそこから移行し、最もプライベートで安全なオプションに向かわせる。

### Sapling（2018年）：実用的な使いやすさ
- 100倍効率的：ついに携帯電話で使用可能になった。
- ビューキー、多様化されたアドレス、ライトクライアントサポートを導入。
- 信頼できるセットアップは依然として必要だったが、今回は2段階セレモニー（Powers of Tau[9]）で数百人の参加者がいた。より分散化されたが、依然として信頼のアンカー。

Saplingは依然としてサポートされているが、廃止されつつある。新しいUXはユーザーをそこから遠ざけている。

### Orchard（2022年）：信頼は不要
- Halo 2で構築：信頼できるセットアップ不要の再帰的証明ZKシステム。
- セレモニーなし。仮定なし。信頼のアンカーなし。
- バッチ処理、ZKロールアップ、モバイルでの効率的な同期をサポート。

Orchardは今日のモダンなZcashウォレットの標準である。

## ネットワークアップグレード
Zcashネットワークの最初のアップグレードは、ブロック番号347500でハードフォークを通じて行われた。これは2018年6月25日に発生した。新機能が導入され、ユーザーが取引の有効期限を設定できるようになった。Zcashの改善提案（143、200、201、203）が実装された。このアップグレードは署名検証も改善し、取引速度の向上に役立った。
それ以来、Zcashネットワークは2018年のSaplingプロトコルの実装、その後2022年のOrchardプロトコルなど、いくつかの重要なアップグレードを経た。2025年には、ネットワークはプライバシー、スケーラビリティ、使いやすさの継続的改善で進化を続けており、Zashiなどのモダンなウォレットがデフォルトでプライバシーを提供し、ZEC総供給量の約20%がシールドアドレスに保持されている。